# Arenas (Spagna)
Arenas è un comune spagnolo di 1 218 abitanti situato nella comunità autonoma dell'Andalusia.